# San Benedetto Ullano
San Benedetto Ullano (in Arbëresh, IPA: [ar'bəreʃ]: Shën Benedhiti) ist eine italienische Gemeinde mit 1367 Einwohnern (Stand 31. Dezember 2023) in der Provinz Cosenza in Kalabrien.
Das Gebiet der Gemeinde liegt auf einer Höhe von 460 m über dem Meeresspiegel und umfasst eine Fläche von 19 km². San Benedetto Ullano liegt etwa 29 km nordwestlich von Cosenza. Die Nachbargemeinden sind Fuscaldo, Lattarico und Montalto Uffugo.

## Seismische Aktivität
Nach der italienischen Klassifizierung bezüglich seismischer Aktivität wurde San Benedetto Ullano der Zone 1 (in einer Skala von 1 bis 4) zugeordnet. Ein Erdbeben wurde am 9. August 1621 mit einer Magnitude von 5,17 registriert.

## Geschichte
Der Ort hat alte Ursprünge, und die ersten historischen Aufzeichnungen gehen auf das Ende des 12. Jahrhunderts zurück, als es ein Lehen der normannischen Herzöge von Montalto war und dort ein Benediktinerkloster gegründet worden sei, das dem Ort seinen Namen gegeben habe, von dem jedoch jegliche Quellen fehlen. Der mittelalterliche „Borgo“ (ital. zu Burgus ‚befestigter Ort‘) hatte in der zweiten Hälfte des 15. Jahrhunderts einen entscheidenden demographischen und wirtschaftlichen Aufschwung mit einer folgenden Stadtentwicklung, als es um 1478 von albanischen Flüchtlingen (Arbëresh) besiedelt wurde.
Im Oktober 1732 gründete Papst Clemens XII. in San Benedetto Ullano das „Collegio Corsini“, eine Universität. Sie sollte sowohl für Erziehung, Unterricht in der klassischen Literatur und in den philosophischen und theologischen Wissenschaften sorgen, sowie junge Italo-Albaner, angehende Priester des byzantinischen Ritus, ausbilden, um den spirituellen Bedürfnissen der Albaner des Königreichs Neapel und der Missionen der östlichen Griechen entgegenzukommen. Mit der Gründung des Collegio mit byzantinischem Ritus verordnete Papst Clemens XII. den griechisch-byzantinischen Ritus auf italienischem Boden.